# Szent József római katolikus templom (Bódvaszilas)

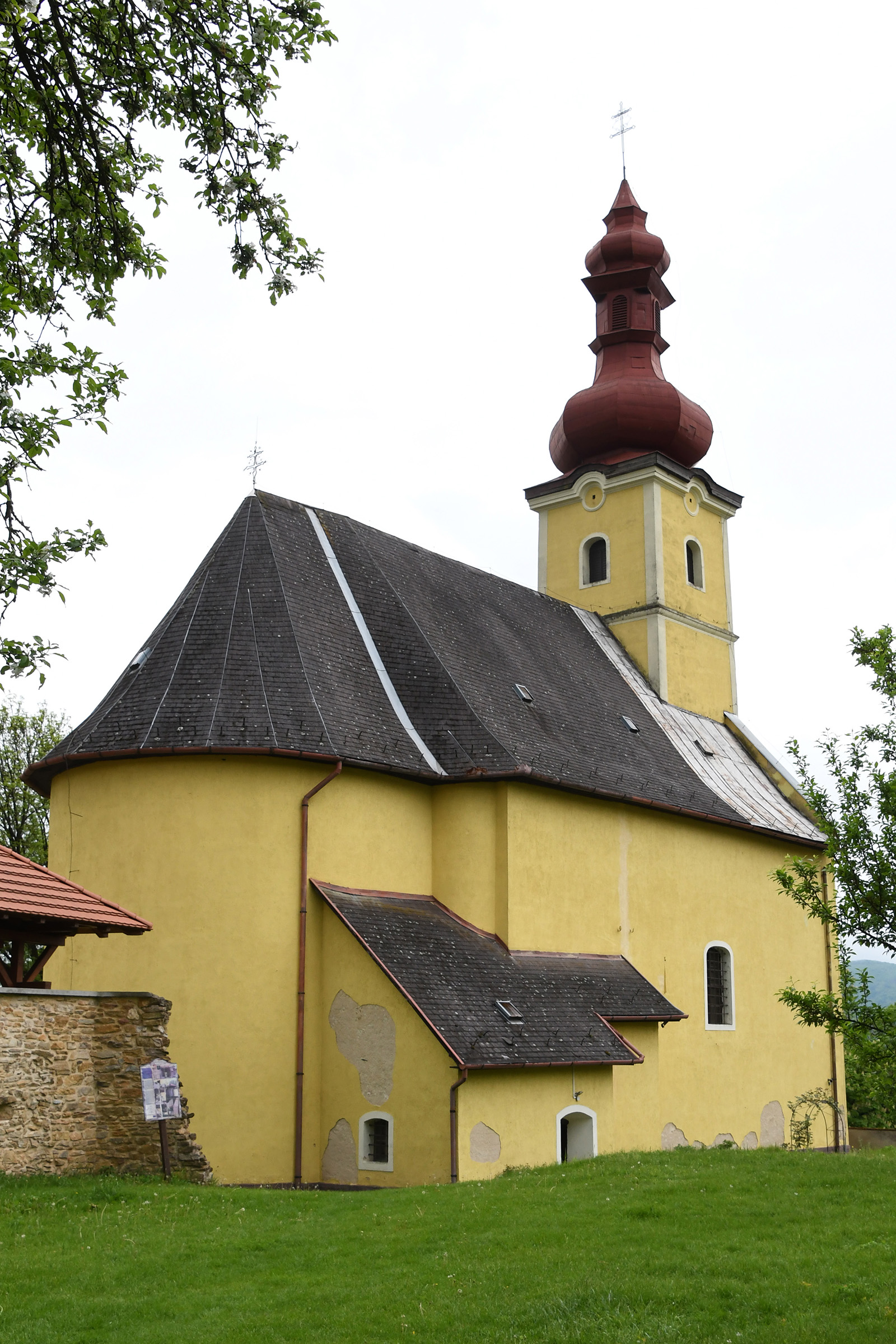
A Szent József római katolikus templom

A Munkás Szent József római katolikus templom Bódvaszilason, a Kónya gerinc hosszú, a falu központja fölé benyúló nyúlványának végén áll (Petőfi Sándor u. 1.; hrsz.: 302/2).
Műemlék:
- törzsszáma 964,
- KÖH azonosító száma 2705.

## Története
Bódvaszilas eredeti, kőfallal kerített római katolikus templomát a 12. században építették a kis sziklapadon. Ez az épület 1772-ig állt; ekkor Esterházy „Fényes” Miklós herceg lebontatta, hogy a helyére nagyobb, barokkú templomot emeljenek (1772–74). A plébániaházat 1780-ban építették hozzá.

## Az épület
A templom órapárkányos, párnatagos bádogsisakkal fedett tornya kissé kiugrik a főhomlokzatból. A falu és a templom régi tulajdonosaira emlékeztet a torony csúcsán álló kettős kereszt, ami a Bebek család címerét díszítette, és amit a templom újjáépítése után az Esterházyak is megőriztek.
A hajót és a keskenyebb, félköríves szentélyt egyaránt csehsüvegboltozat fedi. A falakat és a mennyezetet díszítő szekkókat Ádám Gyula festette 1910 körül — a mennyezeten Mihály arkangyal győzi le a gonoszt. Ugyancsak Ádám Gyula munkája a barokk főoltár oltárképe, amin a szent család látható.

## A templom berendezése
A szószék, a főoltár és a két mellékoltár barokk stílusú. Ezek az újjáépített templom eredeti berendezésének részei; 1772–1773-ban készültek. A bejárati faajtót reneszánsz (16. századi) kovácsoltvas kopogtató díszíti. A hagyomány szerint itt helyezték el az elpusztult szádvári kápolna szobrait, de azok idővel tönkrementek.

## Hitélet, rendezvények
Bódvaszilas filiája Komjáti, de az egyházközség plébánosa oldallagosan ellátja a szögligeti és a tornaszentandrási plébániákat is, azok filiáival együtt.
A búcsút minden évben március 19-én tartják.
Egész évben tartanak esküvőket.

## Külső hivatkozások
- A Szent József templom miserendje
- Római katolikus templom (Szent József) helye a térképen